# Absolut (wódka)

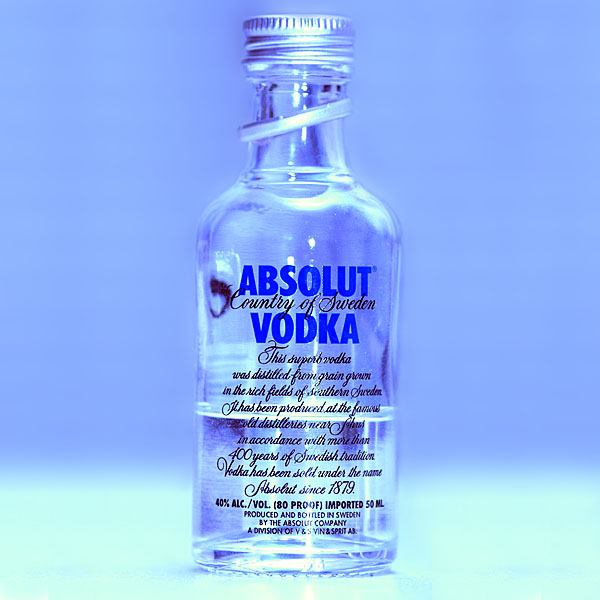
Wódka Absolut – czysta w butelce 50 ml

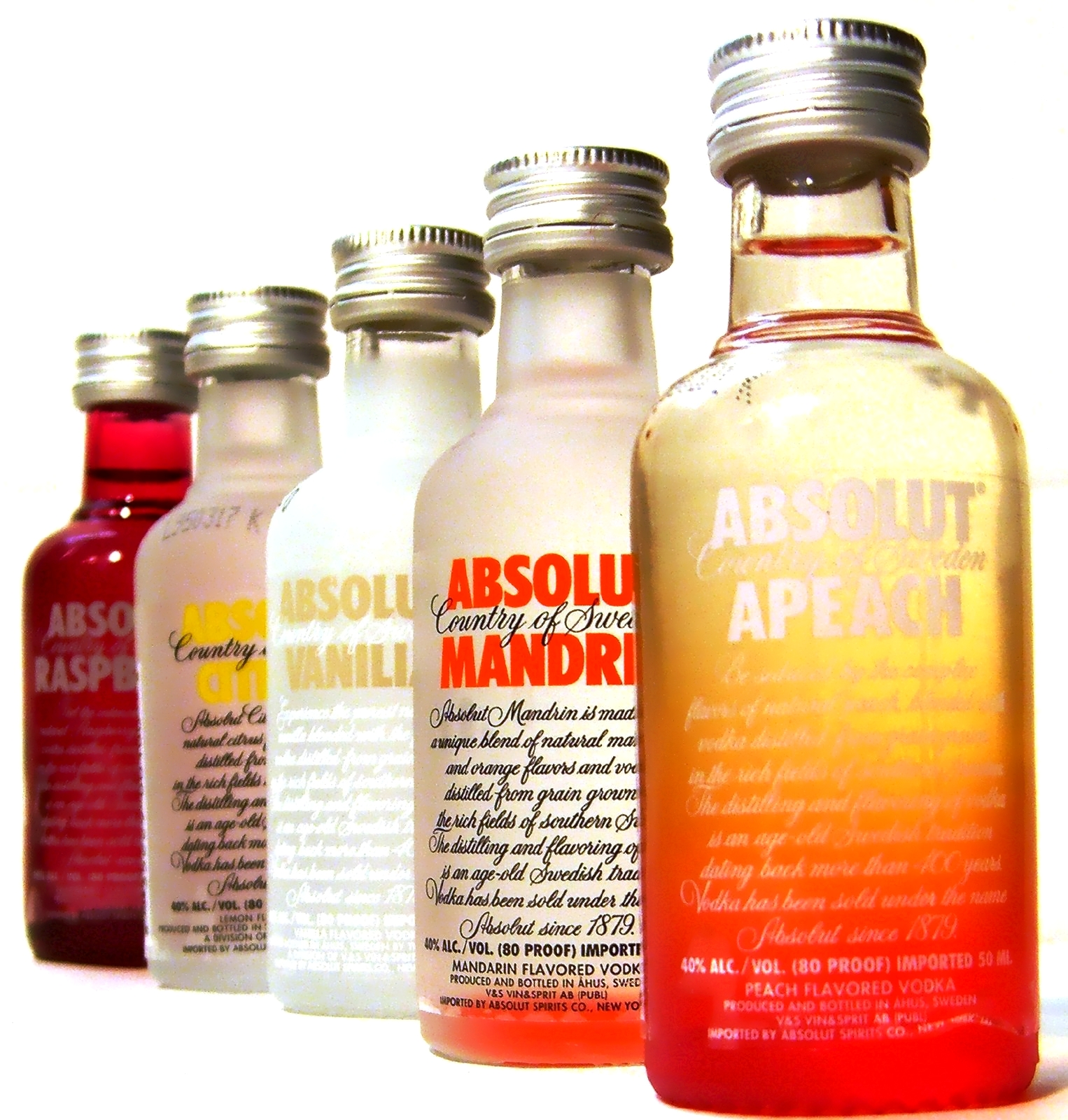
Niektóre warianty smakowe w butelkach 50 ml

Absolut – wódka produkowana w Szwecji w miejscowości Åhus. Powstaje z zimowej odmiany pszenicy oraz wody głębinowej. Proces destylacji opracował w 1879 r. Lars Olsson Smith. Występuje w 14 odmianach: czysta 40% oraz 50%, cytrynowa (citron), mandarynkowa (mandrin), gruszkowa (pears), waniliowa (vanillia), brzoskwiniowa (apeach), malinowa (raspberri), pieprzowa (peppar), czarna porzeczka (kurant), grapefruitowa (ruby red), jabłkowa (orient apple), „New Orleans”, „London”, „New York”, „100”, „Level”.
Sprzedawana w butelkach projektu Gunnara Bromana. Promowana w kampaniach reklamowych: Absolut Originals, Absolut Generations, Absolut Fashion, Absolut Cities i Absolut Art.
Właścicielem marki jest firma Pernod Ricard.